# 羽陽建設
羽陽建設株式会社（うようけんせつかぶしきがいしゃ）は、山形県上山市に本社を置く総合建設会社。

## 概要
1947年（昭和22年）、羽陽土建工業株式会社として上山市に創業。上山市内で事業規模の一番大きな建設土木会社である。
経営理念として「人にやさしい未来環境の創造と新しい時代の建設業を目指し、技術の研鐟に努める」ことを掲げている。

## 沿革
- 1947年9月 - 上山市内で羽陽土建工業株式会社を創業
- 1973年4月 - 羽陽建設株式会社に商号変更
- 1982年4月 - 山形市内に山形営業所を設立
- 1984年10月 - 現在地に本社を移転
- 2002年6月 - ISO9001認証取得
- 2003年8月 - ISO14001認証取得
- 2020年 - 会社のロゴを変更。「羽」の形、「陽」の象徴である丸を融合させたイメージに、アルファベットの「UYO」を溶け込ませた。また、建築構造の象徴として市松模様を採用。